# Anna Wåhlin
 (décembre 2023).
Anna Wåhlin est une chercheuse suédoise sur l'Antarctique et les mers arctique et antarctique. Elle est professeur d'océanographie physique à l'Université de Göteborg et coprésidente du Southern Ocean Observing System.

## Jeunesse et éducation
Wåhlin est née en 1970 à Göteborg, en Suède. Elle a obtenu son diplôme de premier cycle de l'Université de Göteborg au Département d'océanographie et a soutenu son doctorat en 2001 au Département des sciences de la Terre. Wåhlin a ensuite occupé un poste de post-doctorant au Département de géophysique de l'Université d'Oslo de 2003 à 2006[réf. nécessaire].

## Parcours universitaire et domaines de recherche
Wåhlin est professeur d'océanographie physique au Département des sciences marines de l'Université de Göteborg. Ses recherches portent sur l'océanographie polaire, principalement dans l'océan austral, plus précisément sur plusieurs aspects de la dynamique des mers polaires, notamment l'océanographie physique, la circulation océanique, les effets topographiques, la fonte des plateformes glaciaires et l'interaction air-mer-glace.
Lorsque Wåhlin a été nommée professeur en 2015, elle est devenue la première femme professeur titulaire d'océanographie en Suède.
Wåhlin co-préside le Comité scientifique de la recherche antarctique (SCAR) et le Scientific Committee on Oceanic Research (SCOR). Elle est rédactrice en chef associée (associate editor) de la revue Advances in Polar Science et a été membre du conseil scientifique de l'IOW (2016-2019).

## Prix et distinctions
Wåhlin a reçu une bourse Fulbright (2007-2008), une allocation de recherche Crafoord de l'Académie royale des sciences (2010) et a été professeur invité du SCAR (2013).
Elle a reçu le prix Albert Wallin de la Société royale des arts et des sciences (KKVS) à Göteborg en 2018.

## Publications
- [11].
- [12].
- [13].